# Hölickgrottorna
Hölickgrottorna är med sina ca 1340 m Europas näst längsta system av urbergsgrottor. Grottorna är belägna på Hornslandets sydspets cirka 30 kilometer utanför Hudiksvall, vid Hölick.